# Michał Faszcz
Michał Faszcz herbu Prus II – sędzia ziemski starodubowski w latach 1699-1712, podsędek starodubowski w latach 1692-1697, miecznik starodubowski w latach 1681-1692/1693.
Był elektorem Augusta II Mocnego z powiatu starodubowskiego w 1697 roku.